# وزارة الري (سوريا)
وزارة الري السورية هي الوزارة المسؤولة عن رسم السياسة المائية في سوريا. تأسست في عام 1982 كبديل لوزارة سد الفرات.

## روابط خارجية
- الموقع الرسمي لوزارة الري